# George Reisman
George Gerald Reisman (New York, 13 gennaio 1937) è un economista statunitense, esponente della scuola austriaca, professore emerito di economia alla Pepperdine University, nonché autore di diversi libri, tra i quali spiccano The Government Against the Economy (1979) e il più conosciuto Capitalism: A Treatise on Economics (1996).
Reisman nacque a New York il 13 gennaio 1937, ottenne il suo Ph.D. alla New York University sotto la direzione di Ludwig von Mises. È un netto difensore del libero mercato e del capitalismo laissez-faire.
In Capitalism Reisman cercò di fare una sintesi tra il pensiero della scuola classica britannica e la scuola austriaca, unite ai pensieri di importanti economisti, quali Adam Smith, David Ricardo, James Mill, John Stuart Mill, Carl Menger, Eugen von Böhm-Bawerk, e Ludwig von Mises.
Reisman si avvicinò molto presto al gruppo facente capo a Ayn Rand, la quale ebbe su di lui e sul suo pensiero un'influenza pari al mentore di Reisman, Ludwig von Mises. Egli si identifica come oggettivista, anche se rimase per poco tempo membro dell'Ayn Rand Institute, a causa di dissidi con altri membri, soprattutto Harry Binswanger e Peter Schwartz.